# LOST 恥悦の刻印
『LOST 恥悦の刻印』（ロスト ちえつのこくいん）は、錠男による日本の成人向け漫画。

## あらすじ
朝の通学時間帯、女子高生・瑞希は不運な交通事故に見舞われ、入院生活を余儀なくする。幸いなことに怪我自体は軽かったものの、後遺症でここ2ヶ月ほどの記憶を失ってしまった。そんな中、見舞いに訪れた恋人の武から、「交際1周年記念として、Fの約束を結んだ」という衝撃の内容を告げられる。

## 登場人物
瑞希（みずき）
本作の主人公。清楚系の美人女子高生。スレンダーで美乳の持ち主。
小学生の頃、父親の転勤により北海道へ移住するが、再び地元へ戻ってきた。
武（たけし）
瑞希の恋人。実家は自動車整備工場を経営している。
誠実そうな容姿をしているが、実際はとても性欲旺盛。瑞希が肉体関係を許してくれないため、重度の欲求不満に陥っている。
凛（りん）
瑞希の親友。茶髪のボブカットと微乳が特徴。
有香（ゆか）
瑞希の従姉。アメリカ合衆国にある某有名大学の研究員。艶やかでグラマーな才女。

## 用語
NX-0
作中のキーアイテム。有香がアルツハイマー患者用の薬を開発していた際、偶然にも生み出してしまった副産物。
服用すると、一定時間の記憶を失ってしまう。即効性が高く、数分足らずで効果が表れ始める。

## 書誌情報
- 錠男 『LOST 恥悦の刻印』 サン出版（ウォー！コミックス）、全1巻
  1. 2012年8月21日発売 ISBN 978-4-86444-621-1[1][2]